# Johann Gerhard Christian Lindheimer
Johann Gerhard Christian Lindheimer (* 9. Mai 1815 in Frankfurt am Main; † 15. Januar 1884 ebenda) war ein Kaufmann und Politiker der Freien Stadt Frankfurt.

## Leben
Lindheimer lebte als Kaufmann in Frankfurt am Main. Seine Firma handelte in Fellen, Häuten und Gewürzen. Von 1854 bis 1861 war er Mitglied der Frankfurter Handelskammer.
Er war 1850, von 1852 bis 1857, 1860 und erneut 1865 Mitglied des Gesetzgebenden Körpers der Freien Stadt Frankfurt.